# Timkat
Timkat (giz ጥምቀት T’imk’et) je praznik epifanije za etiopsko tevahedsko pravoslavno cerkev in eritrejska tevahedsko pravoslavna cerkev, ki praznuje Svete tri kralje. Praznuje se 19. januarja (ali 20. v prestopnem letu), kar ustreza 11. dnevu Terr v koledarju giz.
Timkat praznuje Jezusov krst v reki Jordan. Ta festival je najbolj znan po obredni uprizoritvi krsta (podobno kot takšne uprizoritve izvajajo številni kristjani v Sveti deželi, ko obiščejo Jordan).
Med obredi v Timkatu je Tabot, model skrinje zaveze, ki je prisoten na vsakem etiopskem oltarju (nekako podoben zahodnemu oltarju), spoštljivo zavit v bogato blago in ga v procesiji nosi duhovnik na glavi. Tabot, ki ga laiki sicer redko vidijo, predstavlja razodetje Jezusa kot Mesije, ko je prišel k Jordanu za krst. Božansko bogoslužje se obhaja ob potoku ali bazenu zgodaj zjutraj (okoli 2. ure zjutraj). Nato se proti zori blagoslovi bližnja vodna površina in z njo poškropi udeležence, nekateri med njimi vstopijo v vodo in se potopijo ter tako simbolično obnovijo svoje krstne obljube. A festival se tu ne konča; Donald N. Levine opisuje tipično praznovanje v zgodnjih 1960-ih:
Do poldneva na dan Timkata se je na obrednem mestu zbrala velika množica, tisti, ki so odšli domov malo spat, so se vrnili, sveto skrinjo pa pospremijo nazaj v njeno cerkev v barviti procesiji in praznovanjih. Duhovništvo, ki nosi oblačila in dežnike različnih odtenkov, izvaja hvalnice in; starešine slovesno korakajo, spremljajo jih moški srednjih let, ki na svoj način pojejo dolge, nizke pesmi in hvalnice; otroci pa tekajo naokoli in lahko sodelujejo pri praznovanju. Oblečene v najlepše obleke, ženske navdušeno klepetajo na svoj edini pravi dan svobode v letu. Mladi pogumni skačejo gor in dol v živahnih plesih in neutrudno ponavljajo ritmične pesmi. To praznovanje je tudi registrirano pri Unescu kot nesnovna dediščina. Ko je sveta skrinja varno vrnjena na svoje mesto, gredo vsi domov na pogostitev. Ta praznik je eden največjih praznikov, če ne celo največji.
UNESCO je Timkat leta 2019 vpisal na reprezentativni Seznam nesnovne kulturne dediščine človeštva.